# ام‌اف‌اس
ام‌اف‌اس (انگلیسی: MFS) شرکت سرمایه‌گذاری آمریکایی است، که در سال ۱۹۲۴ تأسیس شد.